# Suore di carità dell'Ordine teutonico

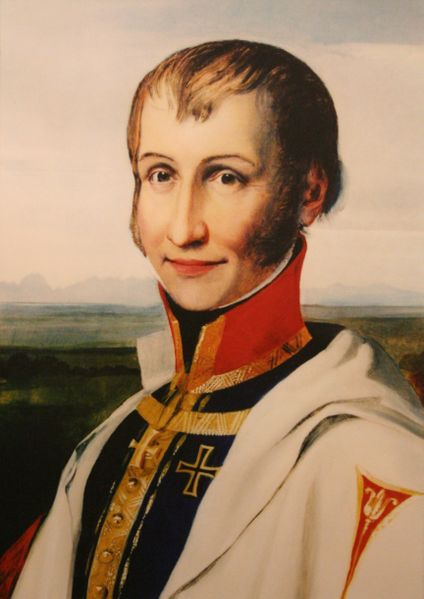
Il gran maestro Massimiliano Giuseppe, principale promotore della congregazione

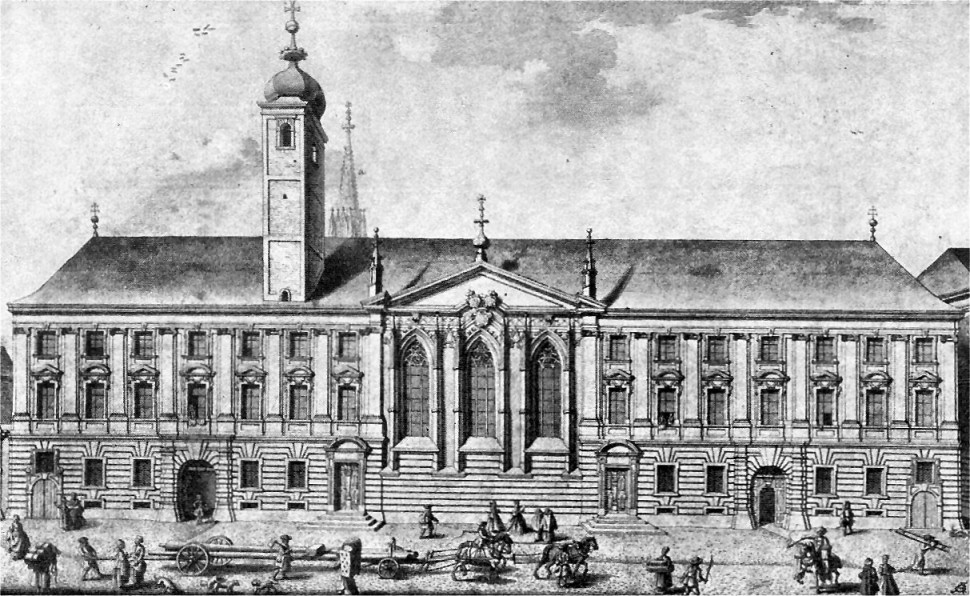
La residenza del gran maestro dell'ordine a Vienna

Le Suore di carità dell'Ordine teutonico (in tedesco Schwestern vom Deutschen Haus Sankt Mariens in Jerusalem; sigla O.T.) sono un istituto religioso femminile di diritto pontificio.

## Storia
Già nel Medioevo esistevano delle donne che operavano sotto la direzione dei commendatori dell'ordine Teutonico e si dedicavano ad attività educative, ospedaliere e al servizio domestico per l'ordine: erano dette Halbschwestern (sorellastre) e godevano di ampia autonomia dai religiosi maschi, soprattutto per quanto riguarda l'amministrazione del patrimonio.
Esistevano anche monasteri femminili uniti all'ordine: il primo venne fondato a Vipiteno da Ulrico di Tubre nel 1241 e aderì all'ordine nel 1254; un altro convento di Berna si unì nel 1342 e nel 1330 si aggregò una comunità di suore ospedaliere di Francoforte sul Meno. Queste comunità ebbero però vita effimera e svanirono presto.
Massimiliano Giuseppe d'Austria-Este, gran maestro dal 1835 al 1863, desiderando incrementare l'attività ospedaliera ed educativa dell'ordine, nel 1837 ottenne dal papa il permesso di istituire una congregazione di suore legate ai teutonici: diede loro una regola basata su quella delle Figlie della Carità di San Vincenzo de' Paoli, con elementi tratti dagli statuti dell'Ordine Teutonico, e nel 1841 aprì a Lana la casa madre; l'anno seguente venne aperta una nuova casa a Troppau. Papa Pio IX concesse alle religiose la sua approvazione il 1º luglio 1854.
Le suore erano poste sotto la giurisdizione del gran maestro dell'ordine. Dopo la promulgazione del Codice di diritto canonico, nel 1929 la Santa Sede invitò la congregazione femminile ad aggiornare le loro costituzioni e a scegliere una superiora generale tra le religiose, ma queste preferirono mantenere inalterata la situazione. Le loro costituzioni vennero approvate definitivamente da papa Pio XI l'11 luglio 1936.

## Attività e diffusione
Le suore di carità dell'Ordine teutonico si dedicano all'assistenza agli infermi, all'insegnamento e ad altre opere di carità fraterna.
Sono presenti in Austria, Cechia, Germania, Italia, Slovacchia e in Slovenia; riconoscono come moderatore supremo il gran maestro dell'Ordine teutonico, che risiede a Vienna.
Alla fine del 2015 la congregazione contava 113 religiose in 19 case.